# Johannes von Damaskus

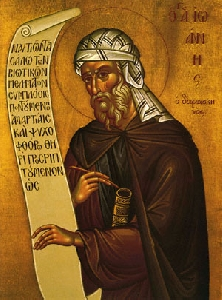
Ikone des Heiligen Johannes von Damascus

Johannes von Damaskus (lateinisch Ioannes Damascenus und Johannes Damascenus; * um 650 in Damaskus; † 4. Dezember vor 754 in Mar Saba) mit dem Beinamen Chrysorrhoas (Χρυσορρόας Chrysorrhóas = „der Gold Verströmende“), griechisch Ἰωάννης ὁ Δαμασκηνός Iōánnes ho Damaskēnós, syrisch ܝܘܚܢܢ ܕܪܡܣܘܩܝܐ, arabisch يوحنا الدمشقي, DMG Yūḥanā ad-Dimašqī oder يحيى بن سرجون بن منصور Yaḥyā ibn Sarjun ibn Manṣūr, war ein syrischer Theologe und Kirchenvater. In der römisch-katholischen Kirche gilt er als letzter der Kirchenväter und wird seit 1890 auch als Kirchenlehrer verehrt. Er soll in einer vornehmen christlichen Familie in Damaskus aufgewachsen sein. Die zweite Hälfte seines Lebens verbrachte er als Mönch im Kloster Mar Saba südöstlich von Jerusalem.

## Leben

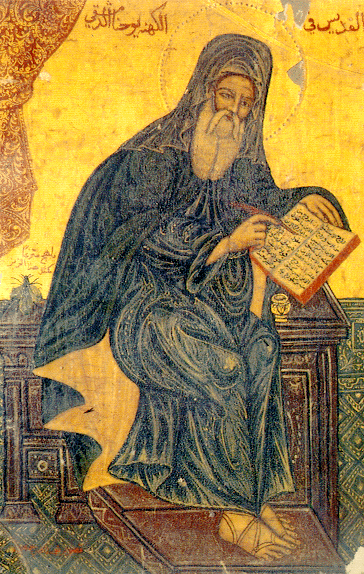
Johannes von Damaskus, arabische Ikone aus Damaskus (19. Jh.)

Die wichtigste Quelle für sein Leben ist eine Biographie, die der Patriarch Johannes VII. von Jerusalem im 10. Jahrhundert auf der Basis einer arabischen Lebensbeschreibung verfasste. Sie zeigt bereits stark legendenhafte Züge. Aus Johannes’ eigenen Schriften lässt sich wenig über seine Person entnehmen.
Zur Zeit von Johannes’ Geburt gehörte seine Heimatstadt bereits zum islamischen Reich; unter Kalif Muawiya I. (regierte 661–680) wurde Damaskus Hauptstadt. Johannes’ Vater Sarjun ibn Mansur bekleidete ein hohes erbliches Amt als Schatzmeister Muawiyas, und Johannes war ein Spielgefährte von dessen Sohn, des späteren Kalifen Yazid I. Yazid wurde zwischen 642 und 647 geboren; Johannes war wohl nicht wesentlich jünger. Dem entspricht die Überlieferung, wonach er im Alter von 104 Jahren starb. Als Johannes 23 Jahre alt war, suchte sein Vater nach einem Gelehrten, der für die weitere Ausbildung seines Sohnes sorgen konnte. Nach der Überlieferung begegnete Sarjun einem gelehrten italienisch-griechischen Kriegsgefangenen, einem Mönch namens Kosmas. Er kaufte ihn frei und machte ihn zum Lehrer seines Sohnes. Unter Kosmas' Anleitung machte Johannes große Fortschritte auf den Gebieten der Musik, Astronomie, Theologie und befasste sich auch mit der Metaphysik und der Logik des Aristoteles. Er soll auch Größen wie Diophant von Alexandrien in der Algebra und Euklid in der Geometrie studiert und verstanden haben.
Nach dem Tod des Vaters übernahm Johannes das Amt des Protosymboulos (Hauptrates) von Damaskus. Eine unter Kalif Abd al-Malik (reg. 685–705) einsetzende christenfeindliche Tendenz am Hof führte dazu, dass Johannes den Staatsdienst verließ.
Zusammen mit seinem Adoptivbruder Cosmas trat er noch vor dem Jahr 700 in das Kloster Mar Saba bei Jerusalem ein. Die dortigen Mönche waren jedoch recht wenig an Bildung interessiert; verschiedene Legenden erzählen, Johannes, der schon bei seinem Eintritt ins Kloster ein bekannter Gelehrter war, sei anfänglich am Schreiben gehindert worden. Später entstanden jedoch zahlreiche Werke, insbesondere Hymnen, Gebete und andere liturgische Texte, die bis heute in der Orthodoxen Kirche in Gebrauch sind. Der Patriarch Johannes V. von Jerusalem weihte ihn zum Priester.
Im Jahr 726 begann im Byzantinischen Reich der sogenannte Bilderstreit. Johannes griff erfolgreich in den Streit ein und verteidigte die Verwendung von Ikonen und Bildern, u. a. mit dem Verweis auf Gottes Anordnungen, wie das Offenbarungszelt (Bundeszelt) zu gestalten sei (Ex 25-31 ). Die gegen die Verehrung von Ikonen gerichtete Politik der ikonoklastischen Kaiser Leo III. (717–741) und Konstantin V. (741–775) habe, so zumindest die erhaltenen (bilderfreundlichen) Quellen, die Reichskirche einer Zerreißprobe unterworfen. In der modernen Forschung sind jedoch viele ältere Annahmen revidiert worden. Die erhaltenen Quellen berichten nur aus der Perspektive der siegreichen, bilderfreundlichen Seite und verzerren offenbar die Perspektive. Neueren Forschungen nach ist die erste Phase des Bilderstreits nicht mit der Härte geführt worden, wie die bilderfreundliche Seite es suggeriert. Demnach hat es unter Leo kein regelrechtes Bilderverbot gegeben und auch Konstantin sei kein gnadenloser Bilderstürmer gewesen. Die bilderfreundliche Opposition wurde vor allem von Mönchen getragen, besonders solchen, die wie Johannes außerhalb des byzantinischen Machtbereichs in islamischem Gebiet lebten. Johannes wurde zu einem der prominentesten Verfechter der Bilderverehrung.

## Werke
Johannes von Damaskus verfasste eine Reihe von theologischen Werken. Seine Schriften handeln vor allem von Dogmatik und Apologetik; überliefert sind auch Predigten, Hagiographisches und geistliche Dichtung. Eine Reihe von ihm zugeschriebenen Werken sind zweifelhaft oder unecht. Zu seinen bekanntesten Werken gehören:
- Quelle der Erkenntnis (griechisch Pēgē gnōseōs), ein dreiteiliges Werk, das die damalige kirchliche Dogmatik umfassend darstellt. Der erste Teil (Dialektik) behandelt die nichtchristliche antike Philosophie; der zweite (De Haeresibus [Über die Irrlehren]) beschreibt 100 Häresien. An letzter Stelle wird „der bis jetzt herrschende Glaube der Ismaeliten […] als Vorläufer des Antichristen“ dargestellt, ohne dabei den Islam namentlich zu nennen. Weiter heißt es dort, die Ismaeliten seien bis zur Zeit des Kaisers Herakleios Götzendiener gewesen und dann von einem falschen Propheten „Mamed“ in die Irre geführt worden, der seinerseits von einem häretischen Mönch beeinflusst gewesen sei. Bei diesem Mönch handelt es sich um den mit Legenden ausgeschmückten Bahira, der teils als Nestorianer, teils als Arianer geschildert wird.[2][3] Der dritte Teil, die Ekdosis (Genaue Darlegung des rechten Glaubens), legt die kirchliche Lehre detailliert dar, wobei Johannes die Glaubensinhalte in der Reihenfolge des Glaubensbekenntnisses ordnet.
- Drei Reden gegen die Verleumder der heiligen Bilder, das wichtigste Werk zur Verteidigung der Bilderverehrung
- Spezielle Schriften gegen einzelne Häresien (Nestorianer, Jakobiten, Manichäer)
- Oktoechos (Gottesdienstbuch von acht Tönen); der Anteil des Johannes ist nicht geklärt; nur ein Teil der darin enthaltenen Kanones des Stundengebets kann ihm mit Sicherheit zugewiesen werden.
- Die Erzählung von Barlaam und Josaphat, d. h. die griechische Version dieser berühmten Legende indischen Ursprungs, wird Johannes traditionell zugeschrieben; die Verfasserschaft ist umstritten.

## Theologie
Johannes war vorwiegend Kompilator. Er legte – einer damals sehr verbreiteten Denkweise folgend – Wert darauf, nichts Eigenes, nichts Originelles vorzutragen, sondern nur die überlieferte kirchliche Dogmatik, insbesondere die Lehren des Konzils von Chalkedon, systematisch darzustellen und gegen Häresien zu verteidigen. Dabei orientierte er sich stark an den Ansichten der Kirchenväter und übernahm sehr viel – auch wörtlich – aus fremden Werken. Wo er mit Fragen konfrontiert war, die in der patristischen Literatur nicht geklärt waren, wie etwa im Bilderstreit, entwickelte er aber auch eigenständige Gedanken. Seine Arbeit in der Quelle der Erkenntnis beschreibt er so: „Wie eine Biene werde ich alles sammeln, das mit der Wahrheit übereinstimmt, und dabei sogar Hilfe aus den Schriften unserer Gegner entgegennehmen. ... Ich biete euch nicht meine eigenen Schlussfolgerungen, sondern die, die von den hervorragendsten Theologen erarbeitet wurden, während ich sie nur gesammelt und so weit wie möglich in einer Abhandlung zusammengefasst habe.“
Im Bilderstreit argumentierte Johannes, dass das Bilderverbot im Alten Testament nur zur Verhinderung von Götzendienst, zu dem manche Juden damals neigten, erlassen worden sei; es habe mit dem Auftreten Christi seine Gültigkeit verloren. Vieles im Alten Testament sei bildhaft, und der Sinn von Abbildern sei, auf die Urbilder hinzuweisen. Gott sei zwar unsichtbar, aber er habe selbst durch die Inkarnation seines Sohnes ein sichtbares Bild von sich gemacht. Dieses dürfe daher auch gemalt werden. Auch die Abbildungen von Heiligen seien legitim; zwar gebühre die anbetende Verehrung nur Gott, doch dürfe man einfache Verehrung auch seinen Dienern erweisen. Die vor den Heiligenbildern erwiesene Ehrerbietung gelte nicht dem abbildenden Gegenstand, sondern stets der abgebildeten Person.

## Rezeption
Wegen seiner Haltung im Bilderstreit wurde Johannes bald nach seinem Tod auf dem ikonoklastischen Konzil von Hiereia (754) exkommuniziert. Der Zorn Kaiser Konstantins V. äußerte sich darin, dass er Johannes als Mánzeros (Bastard, aus dem hebräischen Mamser) beschimpfte (eine Anspielung auf den Namen von Johannes’ Großvater Mansur). Nach dem Sieg der Bilderverehrer wurde Johannes 787 auf dem Zweiten Konzil von Nicäa rehabilitiert, die Beschlüsse von Hiereia wurden für nichtig erklärt. Das Zweite Konzil von Nicäa wird im Osten wie im Westen als Siebtes Ökumenisches Konzil anerkannt.
Die handschriftliche Überlieferung seiner Werke ist sehr umfangreich. Abgeschrieben wurden vor allem die Ekdosis, von der 237 vollständige Handschriften und Hunderte von Handschriften mit Auszügen und Fragmenten erhalten sind, und die Dialektik (218 Handschriften). Auch Marienpredigten des Johannes und der ihm zugeschriebene Barlaam und Josaphat waren stark verbreitet. Die Quelle der Erkenntnis wurde in mehrere Sprachen übersetzt (Georgisch, Armenisch, Kirchenslawisch, Arabisch). Die Ekdosis wurde in den östlichen Kirchen, besonders auch in der russischen, zur maßgeblichen Darstellung der Dogmatik.
Die Ekdosis wurde schon vor 1145 von dem ungarischen Mönch Cerbanus teilweise ins Lateinische übersetzt; Burgundio von Pisa, der auch Übersetzer Galens war, fertigte um 1153/1154 die erste vollständige Übersetzung an (lateinisch De fide orthodoxa; diese Bezeichnung ist inzwischen jedoch veraltet, in neueren wissenschaftlichen Arbeiten lautet der lateinische Name nun Expositio fidei). Petrus Lombardus kannte die Übersetzung Burgundios und zog sie bei der Abfassung seines Sentenzenwerks heran. Um 1235/1240 überarbeitete Robert Grosseteste Burgundios Text und übersetzte auch die Dialektik. Die Dialektik und die Ekdosis gehörten zu den wenigen mittelalterlichen griechischen Werken, die im Mittelalter in lateinischer Übersetzung zugänglich waren und das Denken der Scholastiker beeinflussten; bei Thomas von Aquin in der „Summa Theologica“ ist er der meistzitierte Kirchenvater. Die Ekdosis wurde im Spätmittelalter nach dem Muster der Sentenzen des Petrus Lombardus in vier Bücher geteilt und als Sententiae Damasceni (Sentenzen des Damaszeners) bezeichnet.
Johannes von Damaskus wird sowohl in der römisch-katholischen Kirche und in den mit ihr unierten Kirchen wie auch in den Kirchen der Orthodoxie als Heiliger verehrt. Er wurde 1890 von Papst Leo XIII. zum Kirchenlehrer und Patron der Theologiestudenten des Ostens ernannt.
Die 1850 in Damaskus erbaute Kirche des Heiligen Johannes von Damaskus ist ihm gewidmet. Auch die Straße, an der diese Kirche steht, trägt seinen Namen (شارع يوحنا الدمشقي, DMG Šāriʿ Yūḥanā ad-Dimašqī).

## Gedenktag
Im alten römisch-katholischen liturgischen Kalender (bis 1969) wurde er am 27. März gefeiert, heute ist es in der römisch-katholischen ebenso wie in den orthodoxen Kirchen der 4. Dezember. Dieser Gedenktag gilt auch für die evangelisch-lutherische Kirche in Amerika, die lutherische Kirche – Missouri-Synode, die anglikanische und die armenische Kirche.

## Werke und Werkausgaben

Ioannis Damasceni Opera, 1603

### Werkausgaben
- Joannis Damasceni Opera omnia quae exstant. Herausgegeben von Michel Le Quien. Paris 1864. 
  - Bd. I: Notitia. Praefationes. Prolegoemna Leonis Allatii. Dissertationes Damascenicae septem. Dialectica. De haeresibus liber. Expositio fidei orthodoxae. Pro sacris imaginibus orationes tres. De recta sententia liber. Tractatus contra Jacobitas. Dialogus contra Manichaeos. Disceptatio Christiani et Saraceni. Opusculi de draconibus et strygibus fragmentum.
  - Bd. II: De sancta Trinitate. De hymno trisagio. De sacris jejuniis. De octo spiritibus nequitiae. De virtutibus et vitiis. Institutio elementaris ad dogmata. De natura composita contra Acephalos. De duabus in Christo volutatibus. Dissertatio adversus Nestorianorum haeresim. Fragmenta. Epistola de hoc, «Quid est homo?». Canon paschalis. Oratio de his qui in fide dormierunt. Epistola de confessione. De sacris imaginibus adversus Constantinum Cabalium. Epistola de sacris imaginibus, ad Theophilum imp.. De Azymis. De corpore et sanguine Christi. Fragmenta. Declaratio fidei. Expositio in epistolas Pauli. Sacra parallela.
  - Bd. III: Sacra parallela (Continuatio). Excerpta es parallelis Rupefucaldinis. Homiliae. Precationes tres. Carmina et cantica. – Vita Barlaam et Joasaph. S. Artemii passio. Joannis orthodoxi disputatio cum Manichaeo. Disputatio Saraceni cum Christiano. Liber adversus iconoclastas. Hymni. Fragmenta in Matthaeum. – Joannes CP. Patriarcha: Epistola ad Constantinum papam. – Joannes Nicaenus archiepiscobus: De nativitate Domini sermo. – Joannes Euboeensis: Sermo in conceptionem sanctissimae virginis deiparae. Sermo in SS. Innocentes et Rachel.
- Die Schriften des Johannes von Damaskos. Herausgegeben von der Bayerischen Akademie der Wissenschaften. Besorgt von Bonifatius Kotter OSB [bis 1988], von Robert Volk [Ab 2006] sowie von José Declerck und Tobias Thum [Ab 2018] (in der Reihe Patristische Texte und Studien). de Gruyter, Berlin 1969–.[6]
  - Bd. 1: Institutio elementaris. Capita philosophica (Dialectica). Die philosophischen Stücke aus Cod. Oxon. Bodl. Auc. T. I. 6. Herausgegeben von Bonifatius Kotter. 1969.
  - Bd. 2: Expositio accurata fidei orthodoxae. Ἔκδοσις ἀκριβὴς τῆς ὀρθοδόξου πίστεως. Herausgegeben von Bonifatius Kotter. 1973.
  - Bd. 3: Contra imaginum calumniatores orationes tres. Herausgegeben von Bonifatius Kotter. 1975.
  - Bd. 4: Liber de haeresibus. Opera polemica. Herausgegeben von Bonifatius Kotter. 1981.
  - Bd. 5: Opera homiletica et hagiographica. Postum herausgegeben von Bonifatius Kotter. 1988.
  - Bd. 6.1:	Historia animae utilis Barlaam et Ioasaph. Einführung. Herausgegeben von Robert Volk. 2009.
  - Bd. 6.2:	Historia animae utilis Barlaam et Ioasaph (spuria). Text und zehn Appendices. Herausgegeben von Robert Volk. 2006.
  - Bd. 7: Commentarii in epistulas Pauli. Herausgegeben von Robert Volk. 2013.
  - Bd. 8.4:	Iohannis monachi (VII saeculo ineunte) „Sacra“ olim Iohanni Damasceno attributa. Liber II: De rerum humanarum natura et statu. Erste Rezension. Erster Halbband: A–E (II 1 1–1.000). Herausgegeben von Tobias Thum. 2018.
  - Bd. 8.5:	Iohannis monachi (VII saeculo ineunte) „Sacra“ olim Iohanni Damasceno attributa. Liber II: De rerum humanarum natura et statu. Erste Rezension. Zweiter Halbband: Ζ–Ω (II11001–2293). Herausgegeben von Tobias Thum. 2018.
  - Bd. 8.6:	Iohannis monachi (VII saeculo ineunte) „Sacra“ olim Iohanni Damasceno attributa. Liber II: De rerum humanarum natura et statu. Zweite Rezension. Erster Halbband: A–E (II 2 1–1.592). Herausgegeben von José Declerck. 2018.
  - Bd. 8.7:	Iohannis monachi (VII saeculo ineunte) „Sacra“ olim Iohanni Damasceno attributa. Liber II: De rerum humanarum natura et statu. Zweite Rezension. Zweiter Halbband: Ζ–Ω (II 2 1.593–2.907). Herausgegeben von José Declerck. 2018.
  - Bd. 8.8:	Iohannis monachi (VII saeculo ineunte) „Sacra“ olim Iohanni Damasceno attributa. Supplemanta, Appendices, Indices. Herausgegeben von José Declerck und Tobias Thum. 2019.
- The fathers of the church. A new translation. Herausgegeben von Roy Joseph Deferrari. Bd. 37: Saint John of Damascus: Writings. Übersetzt von Frederic H. Chase. New York 1958. [enthält »The fount of knowledge«, Four books »On heresies«].

### Schriften
- Des Heiligen Johannes von Damascus Barlaam und Josaphat. [Historia de Barlaam et Josaphat] Aus d. Griechischen übertr. v. Felix Liebrecht. Mit einem Vorw. v. Ludolf von Beckedorff. Münster 1847. XXVI, 304 S.
- St. John Damascene: Barlaam ad Ioasaph. [Barlaam et Josaphat] With an English translation ed. by George Ratcliffe Woodward and Harold Mattingly. The Loeb classical library. Bd. 34. London 1914. XX, 640 S.
- Des heiligen Johannes von Damaskus Genaue Darlegung des orthodoxen Glaubens. Aus d. Griechischen übers. u. mit einer Einl. u. Erl. vers. v. Dionys Stiefenhofer. Bibliothek der Kirchenväter. Eine Auswahl patristischer Werke in deutscher Übersetzung. Hrsg. v. Otto Bardenhewer, Karl Weymann u. Johannes Zellinger. [Bd. 44] Kempten 1923. XII, CXII, 268 S.
- Die Legende von Barlaam und Josaphat. [Barlaam et Josaphat] Zugeschrieben dem Heiligen Johannes von Damaskus. Aus d. Griechischen übers. v. Ludwig Burchard. München 1924. VIII, 300 S. – Rez. Gerhard Ficker. In: Theologische Literaturzeitung. Band 50, 1925. Sp. 276–277.
- Saint John Damascene: Dialectica. Version Robert Grosseteste. Ed. by Owen A. Colligan. Franciscan institute publications. Text series. Bd. 6. St. Bonaventure (New York) 1953. VIII, 64 S.
- Saint John Damascene: De fide orthodoxa. Versions of Burgundius Pisanus and Cerbanus. Ed. by Eligius M. Buytaert. Franciscan institute publications. Text series. Band 8. St. Bonaventure (New York) 1955. LIV, 422 S. – Rez. Berard Marthaler. In: Franciscan studies. Band 16, 1956, S. 305–306.
- Johannes von Damaskos: Philosophische Kapitel. [Dialectica] Eingel., übers. u. mit Erl. vers. v. Gerhard Richter. Bibliothek der griechischen Literatur. Abt. Patristik. Band 15. Stuttgart 1982. 304 S.
- Jean Damascène: Écrits sur l’Islam. Présentation. Commentaires et traduction par Raymond Le Coz. Sources chrétiennes. Bd. 383. Paris 1992. 272 S.
- Jean Damascène: Le visage de l’invisible. [Contra imaginum calumniatores orationes tres] Traduction du Grec par Anne-Lise Darras-Worms. Collection Les pères dans la foi. Band 57. Paris 1994. 188 S.
- Johannes von Damaskus: Drei Verteidigungsschriften gegen diejenigen, welche die heiligen Bilder verwerfen. [Contra imaginum calumniatores orationes tres] Hrsg. und eingeleitet von Gerhard Feige. Übers. v. Wolfgang Hradsky. Leipzig 1994. 128 S. – Rez. Reinhard Meßner. In: Zeitschrift für katholische Theologie. Band 118. 1996. S. 299.
- Johannes Damaskenos u. Theodor Abu-Qurra: Schriften zum Islam. Kommentierte griechisch-deutsche Textausg. v. Reinhold Glei u. Adel Theodor Khoury. Corpus Islamo-Christianum. Series graeca. Bd. 3. Würzburg 1995. 222 S.

### Schriften Anderer
- Franz Dölger: Der griechische Barlaam-Roman, ein Werk des H. Johannes von Damaskus. Studia patristica et byzantina. H. 1. Ettal 1953. VIII, 104 S.
- Keetje Rozemond: La christologie de saint Jean Damascène. Studia patristica et byzantina. Hrsg. v. Johannes M. Hoeck O. S. B. H. 8. Ettal 1959. IV, 118 S.
- Gerhard Richter: Die Dialektik des Johannes von Damaskos. Eine Untersuchung des Textes nach seinen Quellen und seiner Bedeutung. Studia patristica et byzantina. H. 10. Ettal 1964. X, 280S.
- Dariusz Józef Olewinski: Um die Ehre des Bildes. Theologische Motive bei der Bilderverteidigung bei Johannes von Damaskus. Münchener theologische Studien. Bd. 67. München 2004. 622 S.

### Aufsätze Anderer
- Adolf Jülicher: Art. Johannes von Damascus. In: Paulys Realencyclopädie der classischen Altertumswissenschaften. Bd. 9.2. Stuttgart 1916.
- Paul Speck: Eine Interpolation in den Bilderreden des Johannes von Damaskus. In: Byzantinische Zeitschrift. Bd. 82. Jg. 1989. S. 114–117.
- Ortwin Knorr: Zur Überlieferungsgeschichte des Liber de haeresibus des Johannes von Damaskus. In: Byzantinische Zeitschrift. Bd. 91. Jg. 1998. S. 59–69.
- Vassa S. Conticello: Art. Jean Damascène. In: Dictionnaire des philosophes antiques. Publié sous la direction de Richard Goulet. Bd. 3: D’Eccélos à Juvénal. Paris 2000. S. 989–1.012.
- Vassa Kontouma: John of Damascus. New studies of his life and works. Variorum. Collected stdies series. Bd. 1.053. Farnham 2015.
- John of Damascus. More than a compiler. Ed. by Scott Ables. Texts and studies in eastern Christianity. Bd. 26. Leiden 2023. XXII, 282 S.